# Mort à l'arrivée (film, 1950)
Pour les articles homonymes, voir Mort à l'arrivée et DOA.
Pour plus de détails, voir Fiche technique et Distribution.

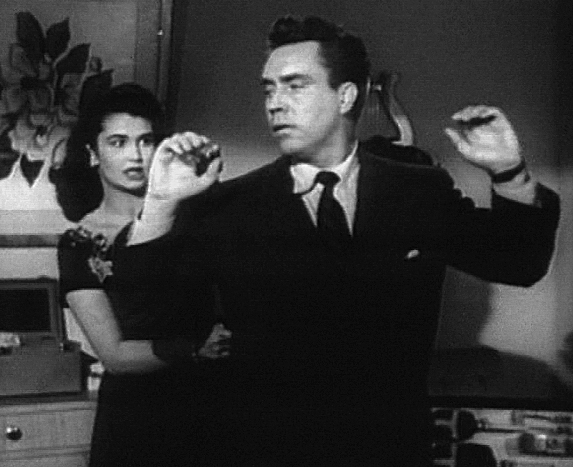
Laurette Luez et Edmond O'Brien

Mort à l'arrivée (D.O.A.) est un film noir américain réalisé par Rudolph Maté, sorti en 1950. Un homme enquête sur son propre assassinat.
Le film suit un notaire, Frank, qui découvre qu'il a été empoisonné par un poison lent mais à l'effet inexorable. Il ne lui reste que quelques heures à vivre. Il va se battre jusqu'au bout pour tenter de découvrir qui a voulu le tuer et pourquoi, avant de se rendre au commissariat pour dénoncer son assassin.

## Synopsis
Sur le générique de début, un long travelling suit Frank Bigelow dans le long couloir d'un commissariat pour signaler son propre meurtre. Curieusement, les policiers l'attendent et savent déjà qui il est.
Le film est alors tout entier constitué d'un flash-back qui commence avec la vie de Bigelow dans sa ville natale de Banning, en Californie, où il est comptable et notaire. Il décide de prendre une semaine de vacances à San Francisco, mais cela ne convient pas à Paula Gibson, sa secrétaire et secrètement maîtresse, qui voudrait l'accompagner.
À San Francisco, Bigelow, qui se révèle un homme à femmes, sort dans une boîte de jazz avec des amis de rencontre. Sans qu'il le remarque, un inconnu échange son verre contre un autre. Le lendemain matin, Bigelow se sent mal. Un médecin détermine qu'il a ingurgité une "toxine luminescente",  poison pour lequel il n'existe pas d'antidote. Le croyant fou, Bigelow obtient un deuxième avis, qui confirme le diagnostic fatal. Le second médecin affirme que l'empoisonnement ne peut être que délibéré et qu'il n'a que quelques jours à vivre. Bigelow se souvient que sa boisson dans la boîte de nuit avait un goût étrange.
Il entreprend de démêler les événements qui le conduisent à cette mort imminente, interrompu par des appels téléphoniques occasionnels de Paula. Celle-ci lui fournit sans le savoir un premier indice : un nommé Eugene Philips a tenté de contacter Bigelow de toute urgence la veille "avant qu'il ne soit trop tard". Le lendemain, elle lui apprend que Philips est mort subitement. Bigelow se rend dans la société d'import-export de Philips à Los Angeles, où il rencontre d'abord Miss Foster, sa secrétaire, puis Halliday, le contrôleur, qui lui dit que Philips s'est suicidé. De là, une piste le mène à la veuve de Philips et à son frère Stanley. Il apprend qu'Eugene a été arrêté deux jours auparavant, mais a été libéré sous caution le lendemain : six mois plus tôt, il avait vendu de l'iridium, un métal rare, qui s'est avéré être volé, à un dealer nommé Majak. Eugene a acheté l'iridium à George Reynolds, mais au bout de quatre mois, il a commencé à comprendre que l’affaire n'était pas claire. Or, c'est Bigelow qui avait enregistré l'acte de vente. Philips aurait pu se dédouaner avec l'acte, mais celui-ci a disparu, et c'est pourquoi il tentait de contacter Bigelow. Philips pensait que George Reynolds l'avait pris, mais il n'a pas pu le trouver.
En essayant de retrouver George Reynolds, Bigelow parvient à relier la maîtresse de Philips, Marla Rakubian, à des gangsters au service de Majak. Bigelow est bientôt conduit de force chez Majak, où il apprend que George Reynolds - en réalité le neveu de Majak, Raymond Rakubian - est mort d'empoisonnement environ un mois après la vente. Au départ, Majak n'a aucune raison de tuer Bigelow, mais celui-ci en sait maintenant trop. Majak ordonne à un homme de main, le psychopathe Chester, d’emmener et de tuer Bigelow, mais ce dernier parvient à s'échapper, et Chester est abattu par la police alors qu'il tente lui-même de tuer Bigelow.
Bigelow pense maintenant que Stanley Philips et Miss Foster sont ses assassins, mais lorsqu'il tente de les confondre, il découvre que Stanley vient d'être empoisonné à son tour. Stanley produit alors une lettre, trouvée le jour même par Miss Foster dans le bureau d'Eugene, lettre prouvant que Halliday et Mrs. Philips avaient une liaison. L'empoisonnement étant tout récent, Stanley peut encore être sauvé : Bigelow dit à Miss Foster d'appeler en urgence une ambulance et de dire aux secours que Stanley a été empoisonné à la toxine luminescente.
Entre-temps, Paula inquiète est venue rejoindre Bigelow à San Francisco. Il se rend compte combien elle l'aime et combien lui-même est amoureux d'elle, mais fait tout pour qu'elle reparte, et n'assiste pas à sa mort.
Repartant chez Mrs. Philips, Bigelow apprend qu'elle était dans le coup du vol de l'iridium. Eugene Philips est mort parce qu'il a découvert sa liaison avec Halliday et leur lien avec l'affaire. Halliday l'a alors poussé du balcon du 6e étage pour se débarrasser de lui et faire croire à son suicide. Lorsqu'ils découvrent qu'il existe une preuve de son innocence chez Bigelow, Halliday s'en prend à lui. Bigelow rejoint Halliday dans les bureaux de Philips. On reconnaît à son manteau et à son foulard l'homme qui a échangé les boissons pour empoisonner Bigelow. Halliday sort une arme et tire, mais manque Bigelow, qui riposte et l'abat.
Le flash-back se termine. Bigelow finit de raconter son histoire aux policiers, et il meurt, son dernier mot étant "Paula". L'inspecteur en charge demande que son dossier soit marqué « Mort à l'arrivée ».

## Fiche technique
- Titre alternatif : Bon pour la morgue
- Réalisation : Rudolph Maté
- Scénario : Russell Rouse et Clarence Greene
- Photo : Ernest Laszlo
- Son : Ben Winkler (en), Mac Dalgleish (en)
- Musique : Dimitri Tiomkin
- Décors : Al Orenbach
- Script : Arnold Laven
- Montage : Aethur H. Nadel
- Producteur : Leo C. Popkin
- Distribution : United Artists
- Langue : anglais
- Pays :  États-Unis
- Format : Noir et blanc
- Durée : 83 minutes
- Date de sortie : 30 avril 1950

## Distribution
|  | Edmond O'Brien : Frank Bigelow                                     |  | Pamela Britton : Paula Gibson, la secrétaire de Frank   |
|  | Luther Adler : Majak, le chef des gangsters                        |  | Lynn Baggett : Mme Philips, la veuve d'Eugene Philips   |
|  | William Ching : Halliday, le comptable de M. Philips               |  | Henry Hart : Stanley Philips, le frère d'Eugene Philips |
|  | Beverly Garland : Miss Foster, la secrétaire de M. Philips         |  | Neville Brand : Chester, l'homme de main de Majak       |
|  | Laurette Luez (en) : Marla Rakubian, la maîtresse d'Eugene Philips |  | Virginia Lee : Jeannie                                  |

- Lawrence Dobkin : Dr. Schaefer
- Carol Hughes : Kitty
- Peter Leeds : le barman Léo
- Frank Cady : Eddie, le barman à Banning (non crédité)

Cascades
Jack N. Young

## Commentaires
Mort à l'arrivée (D.O.A.) est inspiré d'un film allemand réalisé en 1931 par Robert Siodmak : Der Mann der Seinen Mörder sucht. « L'idée qu'un personnage soit à la fois victime et détective, et d'autre part le fait qu'il soit assassiné pour des motifs qui ne le touchent que de loin, presque hasardeux, donnent au film un angle d'attaque original. » Et, à partir d'un tel argument, Mort à l'arrivée « est un bon exemple de thriller qui souligne le cynisme, la folie, le chaos et la corruption de la société, donnant une vision très noire de l'Amérique de l'époque. » La tonalité de la musique de Dimitri Tiomkin, teintée d'humour, ne parvient pas à tempérer une ambiance proprement cauchemardesque.
Deux remakes du film ont été faits, l'un en 1969 en Grande-Bretagne, Color Me Dead, et l'autre en 1988, sous le même titre Mort à l'arrivée, avec Dennis Quaid dans le rôle principal et Meg Ryan dans celui d'une étudiante.
D.O.A. est l'abréviation de dead on arrival, mort à l'arrivée déclarée lorsqu'une personne est morte à son arrivée à l'hôpital.

## DVD
USA:
- D.O.A. DVD-9 Keep Case sorti chez Mill Creek Entertainment le 17 avril 2012 dans le coffret 50 Movies Classic Features Dark Crimes. Le ratio écran est en 1.33:1 plein écran 4:3 en noir et blanc. l'audio est en anglais 2.0 mono. Aucun sous-titres et aucun supplément présents. Il s'agit d'une édition toutes zones.

France:
Le film a connu plusieurs éditions chez différents éditeurs.
- Mort à l'arrivée DVD-10 double face dans le volume 1 du coffret La Nuit du polar. Boitier Amaray sorti le 15 mai 2001 chez Bande à Part Productions et distribué par Sony Music Vidéo. Le ratio image est en 1.33:1 plein écran 4:3 en anglais 2.0 mono avec sous-titres français. En supplément des notes de productions. Il s'agit d'une édition toutes zones[2].
- Mort à l'arrivée DVD-5 Keep Case sorti le 6 septembre 2005 chez et distribué par Bach Films. Le ratio image est en 1.33:1 plein écran 4:3 en anglais 2.0 mono avec sous-titres français. L'image a été remastérisée. En supplément un making of de la restauration et une présentation du catalogue de l'éditeur. Il s'agit d'une édition Zone 2 Pal[3]
- Mort à l'arrivée DVD-9 Keep Case sorti le 6 janvier 2010 et le 1er janvier 2012 chez Wild Side Vidéo et distribué par Arcadès. Le ratio image est en 1.33:1 plein écran 4:3 en anglais 2.0 mono avec sous-titres français. L'image a été remastérisée. Pas de suppléments. Il s'agit d'une édition Zone 2 Pal[4]
- Mort à l'arrivée DVD-9 Keep Case sorti le 28 février 2012 chez Bach Films et distribué par Arcadès. Le ratio image est en 1.33:1 plein écran 4:3 en anglais 2.0 mono avec sous-titres français. L'image a été remastérisée. En supplément le documentaire "Le Suspens" de Laurent Préyale. Il s'agit d'une édition Zone 2 Pal[5]